# Partit Comunista de Finlàndia (1994)
El Partit Comunista de Finlàndia (SKP) és un partit polític de Finlàndia. Va ser fundat a mitjans de la dècada de 1980 com a Partit Comunista de Finlàndia (Unitat) (SKPy) per l'antiga oposició de l'històric Partit Comunista de Finlàndia. El SKP fins ara no ha estat mai representat al parlament finlandès, però el partit ha comptat amb consellers locals en alguns municipis, inclosos els ajuntaments de ciutats importants com Hèlsinki i Tampere.

## Història

### L'oposició dins del SKP
El conflicte intern del SKP històric va començar a mitjans dels anys 60, en el context dels tensos debats i divisions en tot el moviment comunista internacional. Així, la direcció encapçalada per Aarne Saarinen, va començar a modificar la línia i estratègia del partit, més orientada cap a l'eurocomunisme, trobant l'oposició d'un sector del Partit, que els acusava de ser revisionistes. Amb tot, es va aconseguir mantenir la unitat fins als anys vuitanta, on després del 20è congrés al 1984, amb el nou president Arvo Aalto, el sector d'oposició liderat per Taisto Sinisalo (vicepresident del Partit, així, eren coneguts com "taistoistes") van ser apartats del nou comitè central, a més d'expulsar posteriorment vuit comitès de districtes, disset regionals i centenars de cèl·lules del partit.

### La fundació del SKPy
L'oposició, en peu de guerra després dels esdeveniments, va portar el conflicte als tribunals, que els va donar la raó, sent readmesos en el Partit. Tanmateix, la direcció del SKP va mantenir la postura reincidint en les expulsions en el seu 21è Congrés (12-14 de juny de 1987), mentre la facció dissident organitzava el seu propi 21è Congrés sota el nom de Partit Comunista de Finlandia - Unitat (SKPy). Les ambigüitats en el procés d'expulsió i la ferma convicció de l'oposició en la causa li van donar la justificació que necessitava per considerar-se l'autèntic SKP, mentre acusaven Aalto d'haver pres el partit de manera il·legal. El SKPy no es va registrar oficialment en considerar que això suposava rebutjar que el SKPy era l'autèntic SKP.
Mentre el SKPy s'aferrava al seu missatge "d'unitat" en una situació en què havia deixat ja de ser realista, i defensava un posicionament prosoviètic fins i tot en època de Gorbatxov i la perestroika, que van recolzar obertament malgrat el seu desenllaç, un sector del Partit desencantat amb una línia que consideraven talment revisionista van trencar al seu torn amb el nou Partit per organitzar-se en el Partit Comunista dels Treballadors - Per la Pau i el Socialisme, fundat l'any 1988.
Després d'aquesta pròpia escissió i de la dissolució de l'històric Partit Comunista fruit de la seva fallida financera, van participar de la creació de l'Aliança d'Esquerra, motivada pel paper del nou president del SKPy Esko-Juhani Tennilä, malgrat les reticències d'una part no menyspreable del Partit i de la pròpia Aliança envers els comunistes. Les contradiccions i la decisió de l'Aliança de no admetre militants del SKPy a les seves llistes va provocar la dimissió d'Esko-Juhani i la marxa de molts membres de la coalició.

### Refundació com SKP
Al congrés del partit del 1993 (celebrat el 28 i 29 d'agost), el SKPy va moure fitxa per a la fundació d'un nou partit comunista registrat oficialment i l'esbós d'un nou programa de partit. També es va introduir un nou logotip per marcar aquesta idea de renovació. Es va suggerir la celebració d'un nou congrés per culminar el procés de refundació, i es va produir el 26 i 27 de novembre de 1994. Al congrés es va abandonar el sufix «unitat» en considerar-se que era una etapa superada, recobrant el nom històric de SKP.
Aquesta decisió va causar divisió al partit, ja que hi havia un sector més orientat a renovar-se a ser un «fòrum marxista» dins de l'Aliança d'Esquerra. El Partit però, es va mantenir, retirant-se de la coalició i registrant el partit al 1997, sense acceptar la responsabilitat pels deutes contrets per l'històric SKP d'Aarne Saarinen.
Des de llavors s'ha presentat en eleccions parlamentàries, sense èxit, i a nivell municipal, on ha aconseguit representació en algunes ciutats i poblacions del país, malgrat ha anat perdent suport al llarg dels anys, fins a les darreres eleccions de 2021 que no en va aconseguir cap.

## Resultats electorals

### Eleccions legislatives
| Any                                       | Vots                                     | %                                        | Escons                                   | +/-                                      |
| Dins de l'Alternativa Democràtica (Deva)  | Dins de l'Alternativa Democràtica (Deva) | Dins de l'Alternativa Democràtica (Deva) | Dins de l'Alternativa Democràtica (Deva) | Dins de l'Alternativa Democràtica (Deva) |
| ----------------------------------------- | ---------------------------------------- | ---------------------------------------- | ---------------------------------------- | ---------------------------------------- |
| 1987                                      | 122 181                                  | 4.2                                      | 4 / 200                                  | Nou                                      |
| Dins de l'Aliança d'Esquerra (Vasemmisto) |                                          |                                          |                                          |                                          |
| 1991                                      | 274 639                                  | 10.1                                     | 19 / 200                                 | Nou                                      |
| 1995                                      | 310 340                                  | 11.2                                     | 22 / 200                                 | 3                                        |
| Com a Partit Comunista (SKP)              |                                          |                                          |                                          |                                          |
| 1999                                      | 20,442                                   | 0.8                                      | 0 / 200                                  | Nou                                      |
| 2003                                      | 21,079                                   | 0.8                                      | 0 / 200                                  | =                                        |
| 2007                                      | 18,277                                   | 0.7                                      | 0 / 200                                  | =                                        |
| 2011                                      | 9,232                                    | 0.3                                      | 0 / 200                                  | =                                        |
| 2015                                      | 7,529                                    | 0.3                                      | 0 / 200                                  | =                                        |
| 2019                                      | 4,305                                    | 0.14                                     | 0 / 200                                  | =                                        |
| 2023                                      | 3,044                                    | 0.10                                     | 0 / 200                                  | =                                        |

### Parlament Europeu
| Any                                       | Vots                                      | %                                         | Escons                                    | +/-                                       |
| Dins de l'Aliança d'Esquerra (Vasemmisto) | Dins de l'Aliança d'Esquerra (Vasemmisto) | Dins de l'Aliança d'Esquerra (Vasemmisto) | Dins de l'Aliança d'Esquerra (Vasemmisto) | Dins de l'Aliança d'Esquerra (Vasemmisto) |
| ----------------------------------------- | ----------------------------------------- | ----------------------------------------- | ----------------------------------------- | ----------------------------------------- |
| 1999                                      | 236,490                                   | 10.5                                      | 2 / 16                                    | Nou                                       |
| Com a Partit Comunista (SKP)              |                                           |                                           |                                           |                                           |
| 2004                                      | 10,134                                    | 0.6                                       | 0 / 14                                    | Nou                                       |
| 2009                                      | 8,089                                     | 0.5                                       | 0 / 13                                    | =                                         |
| 2014                                      | 5,932                                     | 0.3                                       | 0 / 13                                    | =                                         |
| 2019                                      | 3,532                                     | 0.19                                      | 0 / 14                                    | =                                         |
| 2024                                      | 2,815                                     | 0.15                                      | 0 / 15                                    | =                                         |